# خوسيه أنطونيو اجوديلو غوميز
خوسيه أنطونيو اجوديلو غوميز (بالإسبانية: Antonio Agudelo)‏ مواليد 7 أغسطس 1959 في كولومبيا، هو دراج كولومبي سابق.

## روابط خارجية
- خوسيه أنطونيو اجوديلو غوميز على موقع أرشيف الدراجات (الإنجليزية)
- خوسيه أنطونيو اجوديلو غوميز على موقع إحصائيات الدراجات الإحترافية (الإنجليزية)
- خوسيه أنطونيو اجوديلو غوميز على موقع CycleBase (الإنجليزية)